# Ibn Luyūn
Abu-Uthman Sad ibn Abi-Jàfar Àhmad ibn Ibrahim at-Tujíbí (àrab: أبو عثمان سعد بن أبي جعفر أحمد بن إبراهيم التجيبي, Abū ʿUṯmān Saʿd b. Abī Jaʿfar Aḥmad b. Ibrāhīm at-Tujībī), més conegut com a Ibn Luyun (àrab: ابن ليون, Ibn Luyūn) (Almeria, 1282-1349) fou un escriptor, poeta i místic andalusí nascut a Almeria el 1282, d'una família oriünda de Llorca. Home amb una gran formació en moltes branques del saber, va viure cèlibe, tot duent una vida ascètica i més aviat solitària, relacionant-se amb uns pocs amics i deixebles, entre els quals cal destacar Ibn Khàtima i Ibn al-Khatib. Va morir també a Almeria, d'una epidèmia, el 1349. Va deixar una producció abundant però poc original en camps tant diversos com la ciència del hadit, medicina, prosòdia, dret de successió, agricultura etc. Fou també expert en temes de poesia, tot i que fou un poeta mediocre, en opinió d'un dels seus deixebles, al-Hadramí.